# Jørgen Hammergaard Hansen

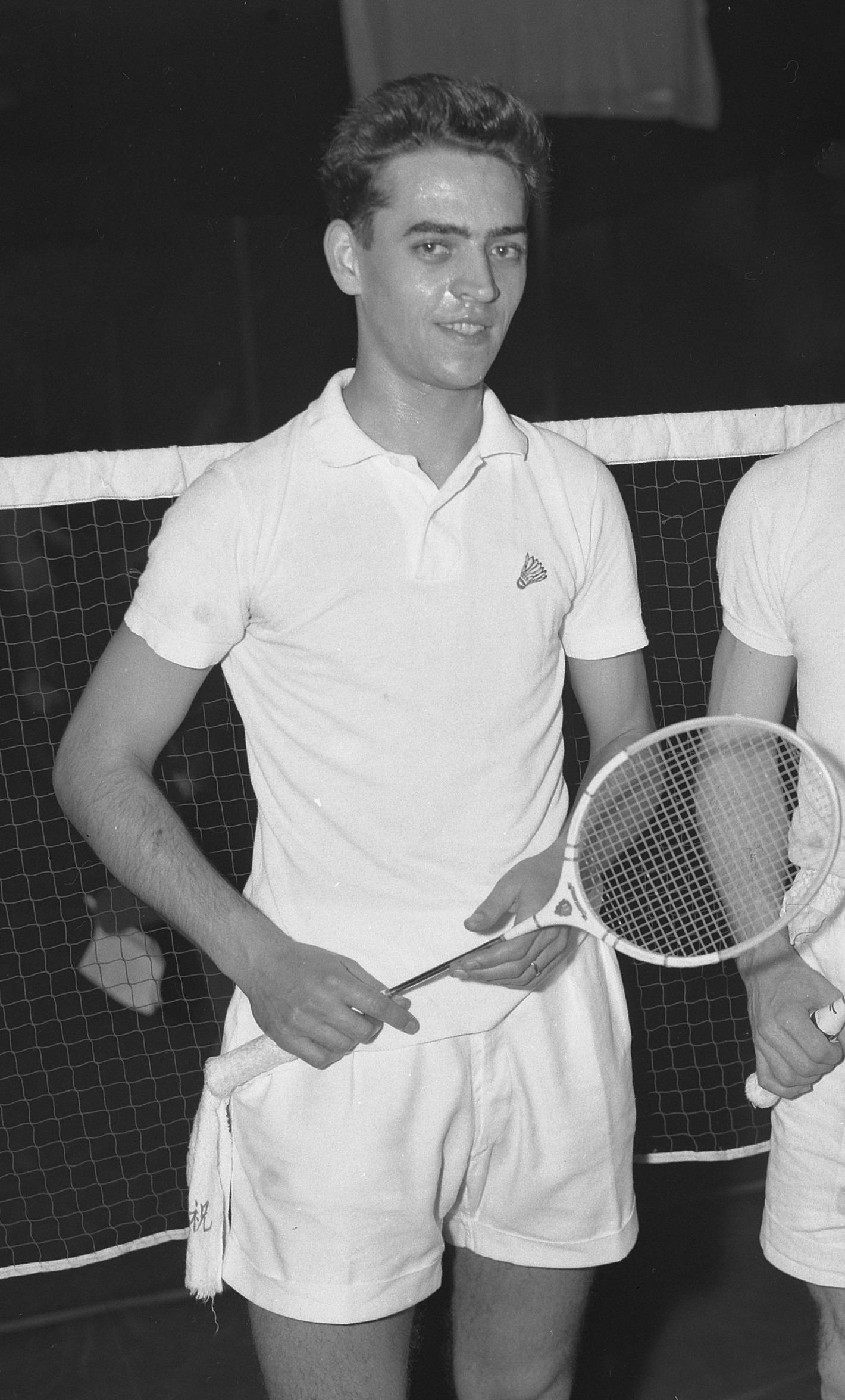
Jørgen Hammergaard Hansen, 1957

Jørgen Hammergaard Hansen (* 1930; † 22. August 2013) war ein dänischer Badmintonspieler.

## Sportliche Karriere
Jørgen Hammergaard Hansen gewann unmittelbar nach dem Zweiten Weltkrieg seine ersten Titel in Dänemark. Später avancierte er zu einem der besten Doppelspieler der Welt, insbesondere im gemeinsamen Herrendoppel mit Finn Kobberø. Die inoffiziellen Weltmeisterschaften, die All England, gewannen beide von 1961 bis 1964 viermal hintereinander, nachdem sie auch schon 1955 und 1956 erfolgreich waren. Mitte der 1950er Jahre heiratete er mit Anni Jørgensen seine Klubkameradin vom Københavns BK.

## Sportliche Erfolge
| Saison    | Veranstaltung                                        | Disziplin    | Platz | Name                                                    |
| --------- | ---------------------------------------------------- | ------------ | ----- | ------------------------------------------------------- |
| 1945/1946 | Dänemark: Einzelmeisterschaften der Junioren U17     | Herreneinzel | 1     | Jørgen Hammergaard Hansen, Sundby                       |
| 1948/1949 | Dänemark: Einzelmeisterschaften der Junioren U19     | Herreneinzel | 1     | Jørgen Hammergaard Hansen, Sundby                       |
| 1954/1955 | Dänemark: Einzelmeisterschaften                      | Herrendoppel | 1     | Finn Kobberø / Jørgen Hammergaard Hansen, Københavns BK |
| 1955      | Norwegen: Internationale Meisterschaften             | Herrendoppel | 1     | Finn Kobberø / Jørgen Hammergaard Hansen                |
| 1955      | Malaysia Open                                        | Mixed        | 1     | Jörgen Hammergaard Hansen / Amy Choong                  |
| 1955      | All England                                          | Herrendoppel | 1     | Finn Kobberø / Jørgen Hammergaard Hansen                |
| 1955/1956 | Dänemark: Internationale Meisterschaften             | Herrendoppel | 1     | Jørgen Hammergaard Hansen / Finn Kobberø                |
| 1955/1956 | Deutschland: Internationale Meisterschaften          | Herreneinzel | 3     | Jørgen Hammergaard                                      |
| 1955/1956 | Deutschland: Internationale Meisterschaften          | Herrendoppel | 1     | Jørn Skaarup / Jørgen Hammergaard Hansen                |
| 1955/1956 | Deutschland: Internationale Meisterschaften          | Mixed        | 1     | Jørgen Hammergaard Hansen / Anni Jørgensen              |
| 1956      | All England                                          | Herrendoppel | 1     | Finn Kobberø / Jørgen Hammergaard Hansen                |
| 1956      | Norwegen: Internationale Meisterschaften             | Herrendoppel | 1     | Finn Kobberø / Jørgen Hammergaard Hansen                |
| 1956      | US Open/National                                     | Herrendoppel | 1     | Finn Kobberø / Jørgen Hammergaard Hansen                |
| 1956      | Schweden: Internationale Meisterschaften             | Mixed        | 1     | Jørgen Hammergaard Hansen / Anni Jørgensen              |
| 1956/1957 | Dänemark: Einzelmeisterschaften                      | Herrendoppel | 1     | Finn Kobberø / Jørgen Hammergaard Hansen, Københavns BK |
| 1957      | US Open/National                                     | Herrendoppel | 1     | Finn Kobberø / Jørgen Hammergaard Hansen                |
| 1957      | Schweden: Internationale Meisterschaften             | Herrendoppel | 1     | Jørgen Hammergaard Hansen / Finn Kobberø                |
| 1957/1958 | Dänemark: Einzelmeisterschaften                      | Herrendoppel | 1     | Finn Kobberø / Jørgen Hammergaard Hansen, Københavns BK |
| 1958      | US Open/National                                     | Herrendoppel | 1     | Finn Kobberø / Jørgen Hammergaard Hansen                |
| 1958      | Schweden: Internationale Meisterschaften             | Mixed        | 1     | Jørgen Hammergaard Hansen / Anni Jørgensen              |
| 1961      | All England                                          | Herrendoppel | 1     | Finn Kobberø / Jørgen Hammergaard Hansen                |
| 1961      | Kanada: Internationale Meisterschaften               | Herrendoppel | 1     | Finn Kobberø / Jørgen Hammergaard Hansen                |
| 1961      | Kanada: Nationale und Internationale Meisterschaften | Herrendoppel | 1     | Finn Kobberø / Jørgen Hammergaard Hansen                |
| 1961/1962 | Dänemark: Einzelmeisterschaften                      | Herrendoppel | 1     | Finn Kobberø / Jørgen Hammergaard Hansen, Københavns BK |
| 1961/1962 | Deutschland: Internationale Meisterschaften          | Herrendoppel | 1     | Finn Kobberø / Jørgen Hammergaard Hansen                |
| 1962      | Schweden: Internationale Meisterschaften             | Mixed        | 1     | Finn Kobberø / Anni Hammergaard Hansen                  |
| 1962      | All England                                          | Herrendoppel | 1     | Finn Kobberø / Jørgen Hammergaard Hansen                |
| 1962      | Schweden: Internationale Meisterschaften             | Herrendoppel | 1     | Jørgen Hammergaard Hansen / Finn Kobberø                |
| 1962/1963 | Dänemark: Einzelmeisterschaften                      | Herrendoppel | 1     | Finn Kobberø / Jørgen Hammergaard Hansen, Københavns BK |
| 1963      | All England                                          | Herrendoppel | 1     | Finn Kobberø / Jørgen Hammergaard Hansen                |
| 1963/1964 | Dänemark: Einzelmeisterschaften                      | Herrendoppel | 1     | Finn Kobberø / Jørgen Hammergaard Hansen, Københavns BK |
| 1964      | All England                                          | Herrendoppel | 1     | Finn Kobberø / Jørgen Hammergaard Hansen                |
| 1964      | Schweden: Internationale Meisterschaften             | Herrendoppel | 1     | Jørgen Hammergaard Hansen / Finn Kobberø                |
| 1965/1966 | Dänemark: Einzelmeisterschaften                      | Herrendoppel | 1     | Finn Kobberø / Jørgen Hammergaard Hansen, Københavns BK |